# Rhodos (cheval)
Pour les articles homonymes, voir Rhodos.
Le Rhodos (en français : poney de Rhodes) est une race de poneys originaire de l'île de Rhodes, en Grèce.  
Non reconnue, c'est une race rare en très grand danger d'extinction, puisqu'il n'en restait plus que 11 représentants en 2010.

## Histoire
Le Rhodos partage probablement des origines communes avec les races Skyros et Midilli, remontant à un petit cheval propre à la mer Égée. En 1926, le Pr Alessandro Ghigi décrit le poney de Rhodes comme appartenant au type de plaine des poneys grecs. Durant la Seconde Guerre mondiale, les autorités italiennes dénombrent 150 spécimens. Les poneys de Rhodes sont alors introduits dans des îles du Dodécanèse, dont celle de Kos. La mécanisation et la motorisation des activités entraînent un déclin rapide de la race, qui tombe à seulement 60 spécimens en 1975. 
En 2001, un groupe d'habitants de l'île de Rhodes, préoccupés par la menace de disparition de ces poneys, crée l'association Phaeton, et organise séminaires et conférences pour étudier et faire connaître la race.

## Description

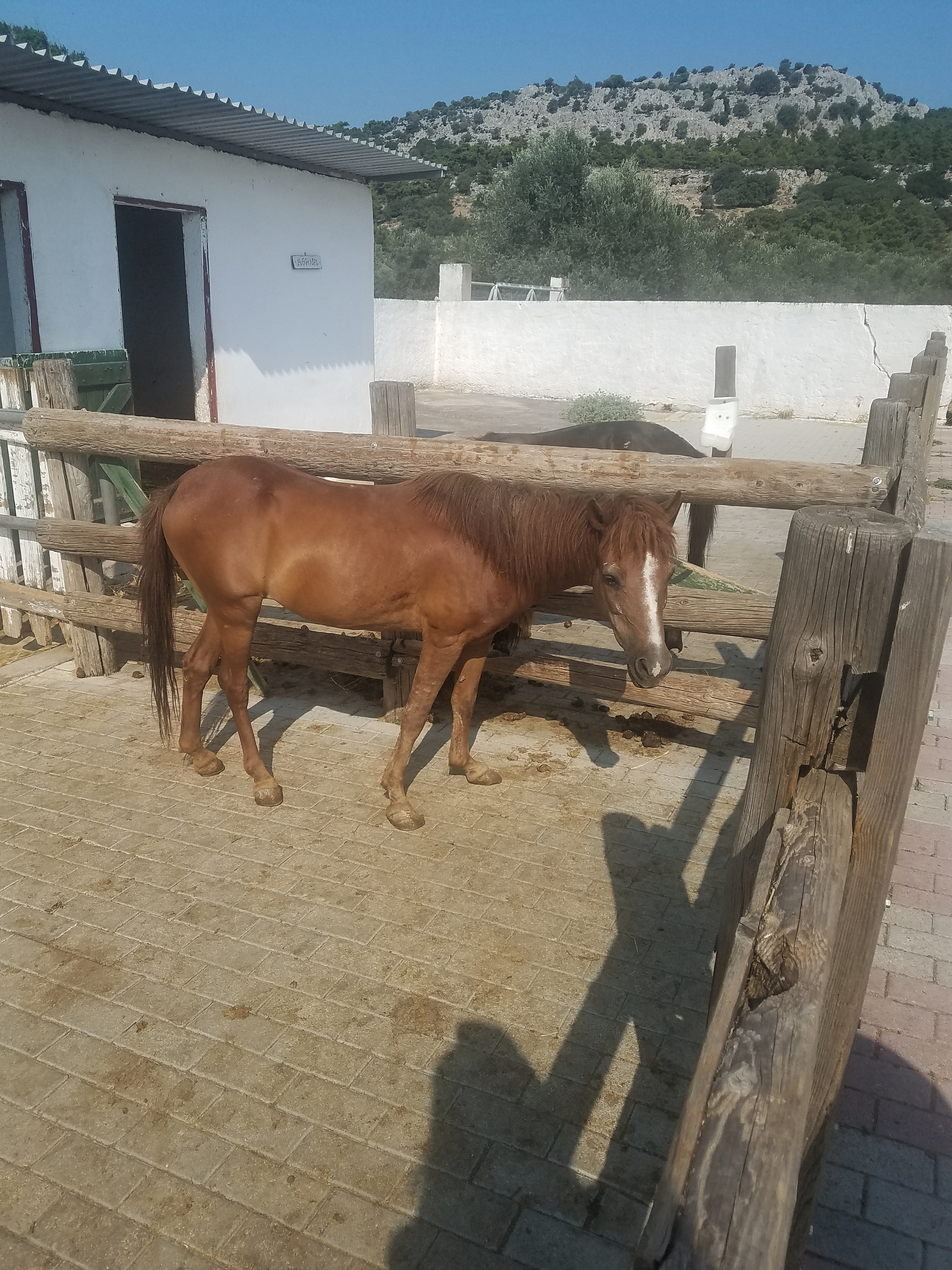

La taille moyenne du Rhodos est de 0,80 m à 1,15 m. Bien que sans reconnaissance officielle, ces chevaux sont bien étudiés par les chercheurs grecs. Ces poneys sont présentés sur un site web touristique comme étant les plus petits du monde, du moins, sans intervention de sélection artificielle. La morphologie est décrite comme élégante et harmonieuse, avec une tête large et des oreilles de taille moyenne. 
Les robes possibles sont le bai, l'alezan,,, le noir ou le « gris foncé uniforme » ; il n'existe pas de sujets d'apparence blanche. Les marques blanches sont tolérées, la présence d'une étoile en tête est fréquente
Le Rhodos a fait l'objet d'une étude visant à déterminer la présence de la mutation du gène DMRT3 à l'origine des allures supplémentaire : l'étude de 6 sujets a permis de détecter la présence de cette mutation, ainsi que de confirmer l’existence de chevaux avec des allures supplémentaires parmi la race. 

## Utilisations
Il est historiquement employé comme poney de travail dans les zones de plaine de l'île de Rhodes.

## Diffusion de l'élevage

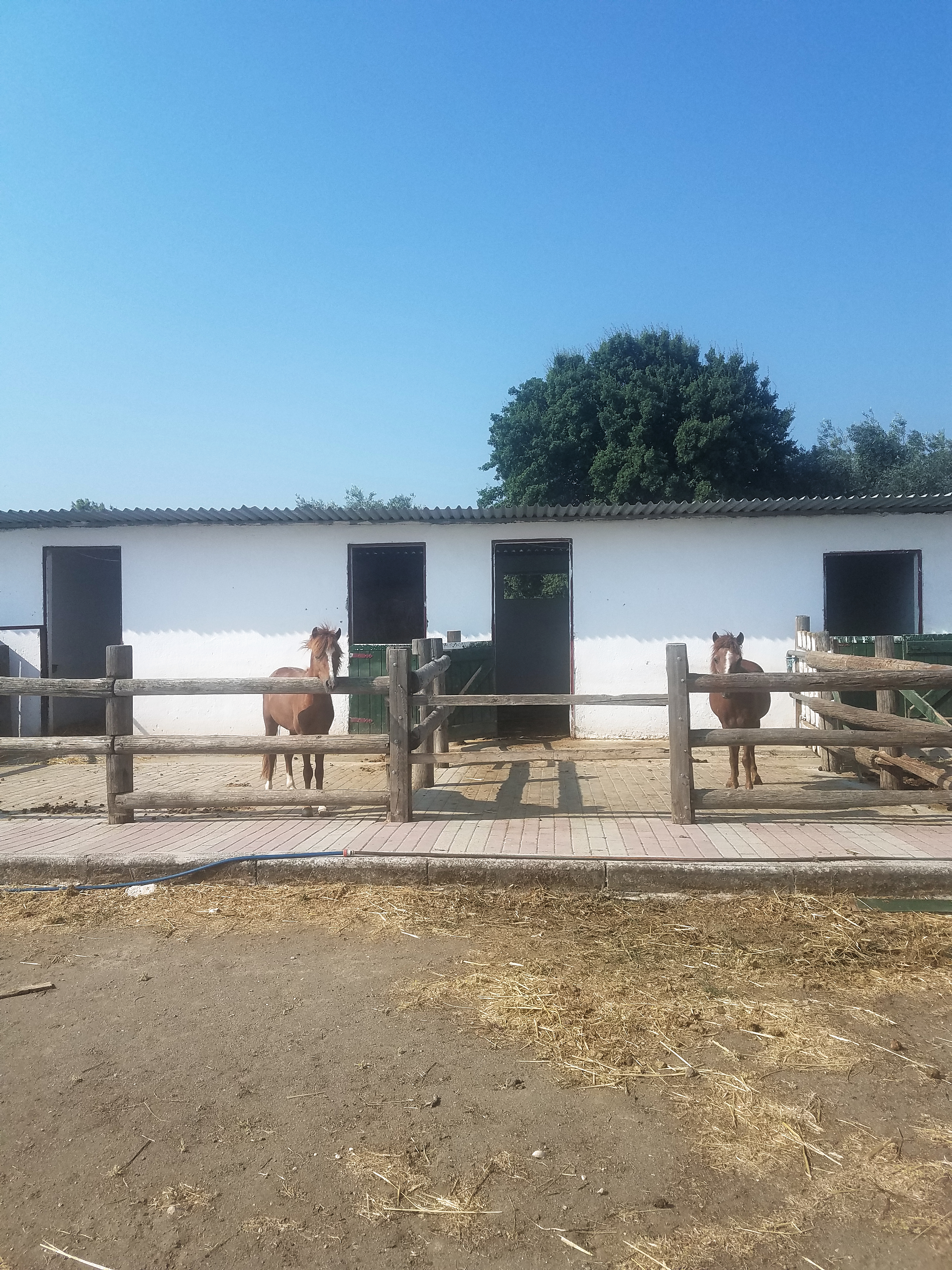
Poneys de Rhodes en 2019.

C'est une race très locale, propre à son île d'origine ainsi qu'à quelques îles du Dodécanèse. En 2007, un recensement n'a permis de trouver que 3 mâles et 8 femelles, dont 4 poneys âgés de plus de 10 ans. La race a été fortement médiatisée à la télévision et dans la presse grecque. Elle est néanmoins présumée éteinte, ou en voie d'extinction.